# كيمياء الأرض
الجيوكيمياء علم يهتم بدراسة تكوين الأرض والكواكب الأخرى، والعمليات والتفاعلات الكيميائية التي تتحكم في تركيب الصخور والمياه والتربة، وكذلك دورة المادة والطاقة التي تنقل المكونات الكيميائية لكوكب الأرض في الزمن والفضاء وعلاقة هذه المكونات مع الغلاف المائي والغلاف الجوى للأرض، والنظر في توزيع العناصر وحركتها في مناطق مختلفة من الأرض (القشرة الأرضية، الأوشحة، الغلاف المائي،.....) وفي المعادن بهدف تحديد النظام الكامن للتوزيع والحركة.

## الأقسام الفرعية للجيوكيمياء
1. جيوكيمياء النظائر: يحدد التركيزات النسبية والمطلقة للعناصر ونظائرها في باطن الأرض وعلى سطحها.
2. الكيمياء الكونية: تحليل توزيع العناصر ونظائرها في الكون.
3. الجيوكيمياء الحيوية: يختص هذا الفرع بدراسة تأثير الحياة على كيمياء الأرض.
4. الجيوكيمياء العضوية: يدرس دور العمليات والمركبات المشتقة من الكائنات الحية أو المنقرضة.
5. الجيوكيمياء المائية: فهم دور العناصر المختلفة في مستجمعات المياه، بما في ذلك النحاس والكبريت والزئبق، وكيفية تغير تدفقات العناصر خلال التفاعلات الجوية الأرضية المائية.
6. الجيوكيمياء البيئية (الإقليمية أو الاستكشافية): تطبيقات للدراسات المائية والبيئية ودراسات التنقيب عن المعادن.
7. الجيوكيمياء الضوئية: دراسة التفاعلات الكيميائية التي يسببها الضوء والتي تحدث بين المكونات الطبيعية لسطح الأرض.

ويعتبر فيكتور جولدشميدت هو أبو الجيوكيمياء وقد نشر أفكاره عن هذا الموضوع في سلسلة مقالات عام 1922 بعنوان (القوانين الجيوكيميائية لتوزيع العناصر)

## وصلات خارجية
- كيمياء الأرض - جامعة بيركلي